# کازویا ناگایاما
کازویا ناگایاما (انگلیسی: Kazuya Nagayama؛ زادهٔ ۱ آوریل ۱۹۸۲) بازیکن فوتبال اهل ژاپن است.